# STS-61-B
إس تي إس-61-بي (بالإنجليزية: STS-61-B)‏ الرحلة الثالثة والعشرون ضمن برنامج مكوك الفضاء لوكالة ناسا، والرحلة الثانية على متن مكوك الفضاء أتلانتس، انطلقت الرحلة في 26 نوفمبر 1985 من مركز كينيدي للفضاء، وهبطت في 3 ديسمبر في قاعدة إدواردز الجوية، تم خلال الرحلة نشر ثلاثة أقمار صناعية بالإضافة لاختبار تقنيات بناء الهياكل في المدار، شارك في الرحلة سبعة رواد فضاء كان من بينهم رودولفو نيري فيلا أول رائد فضاء من المكسيك والوحيد حتى الآن.

## معرض صور

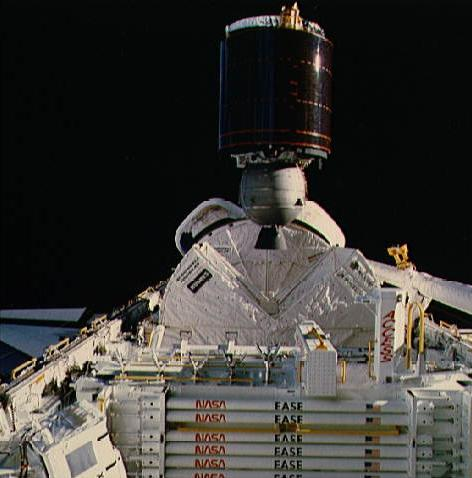
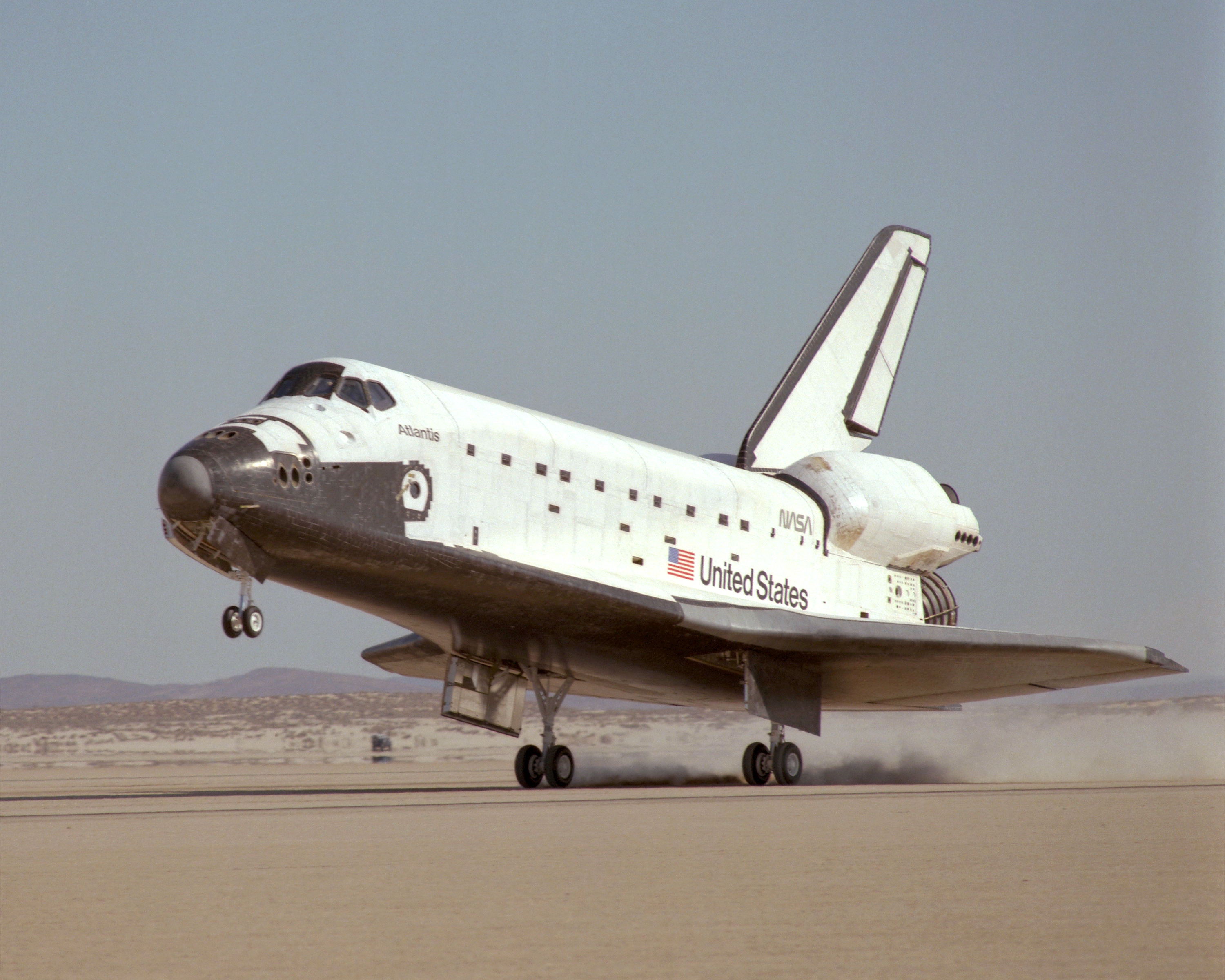
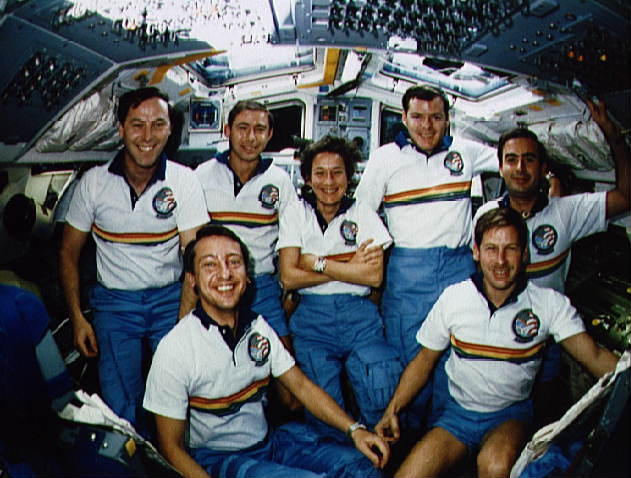